# Trochoideus dalmani
Trochoideus dalmani là một loài bọ cánh cứng trong họ Endomychidae. Loài này được Westwood miêu tả khoa học năm 1838.